# کوین کلاین
کوین دولانی کلاین (به انگلیسی: Kevin Delaney Kline) (زاده ۲۴ اکتبر ۱۹۴۷ در سنت لوئیس میزوری) بازیگر و کارگردان آمریکایی است.

## زندگی‌نامه
او اولین فرزند «پگی» و «روبرت کلاین» صاحبان یکی از بزرگ‌ترین مغازه‌های صفحه موسیقی در سنت لوئیس است. او که در خانواده‌ای شیفته موسیقی کلاسیک بزرگ شده بود در سال ۱۹۶۵ به دانشگاه ایندیانا رفت تا در رشته پیانو تحصیل کند.
برای ساعات فراغت در کلاس‌های تئاتر دانشگاه ثبت نام کرد و متوجه علاقه شدیدش به این رشته شد بنابراین رشته تحصیلیش را عوض کرد و در سال ۱۹۷۰ دیپلم هنرهای دراماتیک را دریافت کرد و این آغاز یک فعالیت درخشان هنری بود به ویژه که او هر سال در فستیوال شکسپیر نیویورک کاری از این شاعر کلاسیک روی صحنه ایفا می‌کرد.
سال ۱۹۸۲ اولین نقش سینماییش را در انتخاب سوفی از آلن جی پاکولا در کنار مریل استریپ بازی کرد. سال ۱۹۸۸ در نقش خبرنگار سفیدپوست ضدآپارتاید در کنار دنزل واشینگتن در فیلم آزادی را فریاد کن از ریچارد اتنبرا نقش‌آفرینی کرد و در سال ۱۹۸۹ جایزه اسکار بهترین بازیگر نقش مکمل مرد را برای فیلم ماهی به نام وندا از چارلز کریشتون به دست آورد.
او هرگز علاقه بیشترش به صحنه تئاتر را به پرده سینما مخفی نکرده و نامش در ۲۲۷۲ ستاره بلوار هالیوود حک شده‌است.
او در سال ۲۰۱۳ بازی در کنار سه تن دیگر از فوق ستاره‌های اسکاری هالیوود یعنی: مایکل داگلاس؛ رابرت دنیرو و مورگان فریمن در فیلمی از جان ترتلتاب (کارگردان فیلم "گنجینه ملی") بر مبنای فیلم‌نامه غیراقتباسی دن فوگلمن است که در این فیلم کوین کلاین در نقش سام ظاهر شده و همراه با سه ستاره دیگر یاد روزهای جوانی‌شان در فیلم‌های مشهور تاریخ سینما را زنده کرده‌اند.
این اولین باری بود که این چهار بازیگر اسکاری در کنار هم ظاهر شده‌اند. آن‌ها روی هم ۶ بار جایزه اسکار گرفته‌اند و ۱۴ بار نامزد دریافت این جایزه شده‌اند

## جوایز
- جایزه انجمن بازیگران فیلم برای بهترین بازیگر مرد در مجموعه کوتاه یا فیلم تلویزیونی
- جایزه اسکار بهترین بازیگر نقش مکمل مرد

## فیلم‌شناسی
- انتخاب سوفی (۱۹۸۲)
- اندوه شدید (۱۹۸۳)
- سیلورادو (۱۹۸۵)
- بنفشه‌ها آبی هستند (۱۹۸۶)
- آزادی را فریاد کن (۱۹۸۷)
- ماهی به نام وندا (۱۹۸۸)
- مرد ژانویه (۱۹۸۹)
- تو را تا مرگ دوست دارم (۱۹۹۰)
- گرند کنیون (۱۹۹۱)
- چاپلین (۱۹۹۲)
- دیو (۱۹۹۳)
- فندق‌شکن (۱۹۹۳)
- بوسه فرانسوی (۱۹۹۵)
- گوژپشت نتردام (۱۹۹۶)
- درون و بیرون (۱۹۹۷)
- موجودات درنده (۱۹۹۷)
- طوفان یخ (۱۹۹۷)
- رؤیای شب نیمه تابستان (۱۹۹۹)
- غرب وحشی وحشی (۱۹۹۹)
- به سوی الدورادو (۲۰۰۰)
- مهمانی سالگرد ازدواج (۲۰۰۱)
- اورنج کانتی (۲۰۰۲)
- هر طور شما دوست دارید (۲۰۰۶)
- پلنگ صورتی (۲۰۰۶)
- همراهان (۲۰۰۶)
- مبادله (۲۰۰۷)
- افسانه دسپراکس (۲۰۰۸)
- قطعاً، شاید (۲۰۰۸)
- مرد اضافی (۲۰۱۰)
- بدون تعهد (۲۰۱۱)
- برگری باب (۲۰۱۱-اکنون) صدا
- آخرین وگاس (۲۰۱۳)
- روزهای پایانی رابین هود (۲۰۱۳)
- بانوی پیر من (۲۰۱۴)
- ریکی و فلش (۲۰۱۵)
- رئیس (۲۰۱۶)
- دیو و دلبر (۲۰۱۷)
- خانه خوب (۲۰۲۱)
- اینجا امروز (۲۰۲۱)